# Голова чи серце (сингл)
Голова чи серце — пісня українського рок-гурту FRANCO, випущена як другий сингл альбому Тунелі. Цифровий реліз відбувся 13 грудня 2016 року. Трек виконаний у стилі new wave 80-х років.

## Про пісню
За словами лідера FRANCO Валентина Федишена, «Голова чи серце» — це варіація на тему танцювальних треків з аранжуванням у мінімалістичному стилі, рясно доповнена синтезаторними партіями. «Існувати головою, чи віддатись і жити почуттями серця? Люди по природі своїй часто задаються цим питанням, ставлячи на терези дуже важливі життєві позиції, але тільки той, хто обирає свій шлях серцем, здатен руйнувати і відтворювати цей світ», — коментують FRANCO.

## Композиції
Автор музики і слів — Валентин Федишен. 
| #     | Назва             | Тривалість |
| ----- | ----------------- | ---------- |
| 1.    | «Голова чи серце» | 04:23      |
| 04:23 |                   |            |